# Balzhausen
Balzhausen är en kommun och ort i Landkreis Günzburg i Regierungsbezirk Schwaben i förbundslandet Bayern i Tyskland.
Kommunen ingår i kommunalförbundet Thannhausen tillsammans med staden Thannhausen och köpingen Münsterhausen.